# عبد الله بن بدر السميعي
عبد الله بن بدر بن عميرة بن الحارث بن شمر الحنفي، السحيمي، اليمامي من رواة الحديث الثقات، عاش باليمامة، درس العلم عن عبد الرحمن بن علي بن شيبان، وعبد الرحمن بن صخر، وطلق بن علي، وسراج بن عقبة، وعبد الله بن عمر بن الخطاب بن نفيل، وعلي بن شيبان، وعلي بن طلق، وقيس بن طلق، وسوار بن شبيب، وبدر بن عبد الله، وبدر بن عميرة بن الحارث بن شمر، وحمران بن جابر، وأم سالم بنت مالك.

## علمه
روي عن ملازم بن عمرو الحنفي، وترتيبه الطبقة الرابعة بين رواة الحديث

## تلاميذه
أيوب بن عتبة اليمامي، وجهضم بن عبد الله اليمامي، وأبو داود الطيالسي، وعبد الرحمن بن علي الحنفي، وعكرمة بن عمار العجلي، وعمر بن جابر الحنفي، وعمرو بن جابر الحضرمي، ومحمد بن جابر السحيمي، وملازم بن عمرو الحنفي، وهوذة بن قيس الحنفي، ويحيى بن أبي كثير الطائي، ومحمد بن قيس.

## الآراء حوله
- أبو زرعة الرازي: يمامي ثقة
- أحمد بن صالح الجيلي: ثقة
- ابن حجر العسقلاني: ثقة
- الذهبي: ثقة
- يحيى بن معين: ثقة[3]